# Hector Riské
Hector Karel Prudent Riské (Temse, 29 juli 1910 - aldaar, 21 december 1984) was een Belgisch worstelaar.

## Levensloop
Hector Riské werd geboren als zoon van de schrijnwerker Leo Riské en Dorothea Van Strydonck. Net zoals zijn vader werd Hector op 14-jarige leeftijd een schrijnwerker. Hij startte samen met zijn broers de schrijnwerkersonderneming 'Gebroeders Riské" op. 
Als Riské 7 jaar oud is, werd hij lid van de turnkring "Willen Is Kunnen". In 1923 stapte hij over naar "Rust Roest" waar hij deel uitmaakte van de keurgroep. In 1929 veroverde hij zijn eerste titel van Kampioen der Beide Vlaanderen in de vrije stijl bij de pluimgewichten. In datzelfde jaar eindigde hij 2de in het kampioenschap van België.
In 1932 behaalde hij zijn eerste nationale titel en herhaalde dat in 1933, 1934 en 1936. In 1936 nam hij deel aan de Olympische Spelen in Berlijn. Zijn eerste tegenstander was de Fin Pihlajamäki. Hector behaalde hierbij de snelste nederlaag in zijn carrière, hij werd gevloerd in 4'40". Door een tweede nederlaag op beslissing werd hij uitgeschakeld. 